# Twicetagram
Twicetagram – pierwszy album studyjny południowokoreańskiej grupy Twice, wydany 30 października 2017 roku przez JYP Entertainment i dystrybuowany przez Genie Music. Płytę promował singel „Likey”. Tytuł albumu jest nawiązaniem oficjalnej nazwy konta grupy na Instagramie.
Album ukazał się w czterech edycjach: cyfrowej i trzech fizycznych (Type A, Type B, Type C). Sprzedał się w nakładzie 381 038 egzemplarzy w Korei Południowej (stan na grudzień 2019 r.).

## Lista utworów
| Nr  | Tytuł                                                                | Słowa                                        | Kompozycja                                   | Aranżacja                                    | Czas |
| --- | -------------------------------------------------------------------- | -------------------------------------------- | -------------------------------------------- | -------------------------------------------- | ---- |
| 1.  | "Likey"                                                              | Black Eyed Pilseung, Jeon Gun                | Black Eyed Pilseung, Jeon Gun                | Rado                                         | 3:28 |
| 2.  | "Turtle" (kor. 거북이 Geobugi)                                       | Jeong Ho-hyun (e.one)                        | Jeong Ho-hyun (e.one)                        | Jeong Ho-hyun (e.one)                        | 3:18 |
| 3.  | "Missing U"                                                          | earattack, Dahyun, Chaeyoung                 | earattack                                    | earattack, Yooki                             | 3:00 |
| 4.  | "Wow"                                                                | Mafly, Ponde, Lee Mi-so, Kako                | Pop Time, Kriz                               | Pop Time                                     | 3:01 |
| 5.  | "FFW"                                                                | Kiggen, Assbrass                             | Reign Write, NAOtheLAIZA                     | NAOtheLAIZA                                  | 3:46 |
| 6.  | "Ding Dong"                                                          | Jowul                                        | Risto Asikainen, Antti Hynninen              | Antti Hynninen                               | 3:32 |
| 7.  | "24/7"                                                               | Nayeon, Jihyo                                | Daniel Caesar, Ludwig Lindell, Cazzi Opeia   | Caesar & Loui                                | 3:36 |
| 8.  | "Look at Me" (kor. 날 바라바라봐 Nal barabarabwa)                    | Frants, Hyelim                               | Frants, Hyerim                               | Frants                                       | 3:13 |
| 9.  | "Rollin'"                                                            | earattack, Yooki                             | earattack, Fox Stevenson                     | Fox Stevenson, earattack                     | 3:11 |
| 10. | "Love Line"                                                          | Jeongyeon                                    | Darren Smith, Tammy Infusino                 | Darren "Baby Dee Beats" Smith                | 3:17 |
| 11. | "Don't Give Up" (kor. 힘내! (Don't Give Up) Himnae! (Don't Give Up)) | Chaeyoung                                    | Chris Wahle, Thomas Harsem, Andreas Ohrn     | Chris Wahle                                  | 2:58 |
| 12. | "You in My Heart" (kor. 널 내게 담아 Neol naege dama)                | Jeong Ho-hyun (e.one), Choi Hyun-jun (e.one) | Jeong Ho-hyun (e.one), Choi Hyun-jun (e.one) | Jeong Ho-hyun (e.one), Choi Hyun-jun (e.one) | 3:29 |
| 13. | "Jaljayo Good Night" (kor. 잘자요 굿나잇 Jaljayo gunnait)            | Kevin Oppa (mr. cho)                         | Kevin Oppa (mr. cho)                         | Kevin Oppa (mr. cho)                         | 4:23 |

## Notowania
| Lista                        | Pozycja |
| ---------------------------- | ------- |
| Gaon Weekly Album Chart      | 1       |
| Gaon Monthly Album Chart     | 2       |
| Gaon Yearly Album Chart      | 12      |
| Oricon Weekly Album Chart    | 7       |
| Billboard World Albums       | 1       |
| Billboard Heatseekers Albums | 10      |
| Five Music (Tajwan)          | 1       |
| SNEP                         | 195     |